# Masters de Cincinnati 2009
El Masters de Cincinnati 2009 (también conocido como 2008 Western & Southern Financial Group Masters and Women's Open por razones de patrocinio) fue un torneo de tenis jugado sobre pista dura. Fue la edición número 108 de este torneo. El torneo masculino formó parte de los ATP World Tour Masters 1000 en la ATP. Se celebró entre el 15 de agosto y el 23 de agosto de 2009.

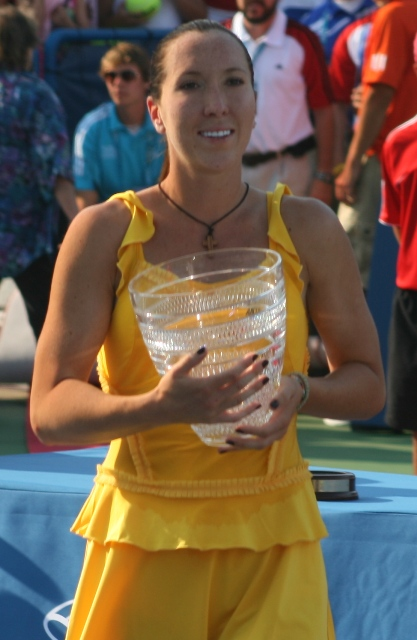
Jelena Janković ganó el torneo femenino, superando a la principal cabeza de serie Dinara Safina.

## Campeones

### Individuales masculinos
Roger Federer vence a  Novak Djokovic, 6–1, 7–5.

### Dobles masculinos
Daniel Nestor /  Nenad Zimonjić vencen a  Bob Bryan /  Mike Bryan, 3–6, 7–6(2), [15–13].

### Individuales femeninos
Jelena Janković vence a  Dinara Safina, 6–4, 6–2.

### Dobles femeninos
Cara Black /  Liezel Huber vencen a  Nuria Llagostera Vives /  María José Martínez Sánchez, 6–3, 0–6, 10–2.
| Predecesor: Cincinnati 2008 | Masters de Cincinnati 2009 | Sucesor: Cincinnati 2010 |
| Predecesor: Canadá 2009     | ATP Masters Series 2009    | Sucesor: Shanghái 2009   |